# Canzone d'autore (Pierangelo Bertoli)
Canzone d'autore è il 12° album in studio di Pierangelo Bertoli pubblicato nel 1987.

## Descrizione
L'album contiene soltanto due brani di Bertoli, In fondo all'anima e Ottantasette, mentre gli altri nove sono una selezione di classici della canzone d'autore italiana e di suggestivi pezzi di artisti giovani ancora sconosciuti al grande pubblico.
Tra i primi si segnalano Bartali di Paolo Conte, Vedrai, vedrai di Luigi Tenco, Un giudice di Fabrizio De André e Sfiorisci bel fiore di Enzo Jannacci. Tra i secondi vanno segnalati Barbablu del cantautore mantovano Luca Bonaffini e Casual Soppiat swing di Claudio Sanfilippo, autore creativo e raffinato che collaborerà successivamente con Mina e con Eugenio Finardi.
Questo lavoro discografico permette a Bertoli di esprimere la sua "vocazione" di cantante ed interprete capace di fare propri brani non suoi con esecuzioni coinvolgenti.
Quanto ai brani firmati da Bertoli, In fondo all'anima è una delicata ed intensa ballata d'amore mentre Ottantasette è una ballata di protesta segnata da amare riflessioni sull'incapacità delle persone a vivere compiutamente la democrazia come partecipazione e sulla sottile influenza dei mass media nell'inculcare bisogni ed aspirazioni fittizie che impediscono una vera presa di coscienza.

## Tracce
1. Mamma Lisa – 4:19
2. Bartali – 2:54
3. In fondo all'anima - La nebbia – 4:27
4. Ottantasette – 4:10
5. Vedrai, vedrai – 3:49
6. Casual soppiatt swing – 3:23
7. Io ti voglio come sei – 4:04
8. Così diversa – 3:24
9. Un giudice – 2:42
10. Sfiorisci bel fiore – 3:14
11. Barbablu – 3:24

## Formazione
- Pierangelo Bertoli – voce
- Marco Dieci – armonica, cori, chitarra acustica, tastiera, pianoforte
- Gabriele Monti – chitarra elettrica, cori, chitarra acustica
- Glauco Borrelli – basso
- Mauro Gherardi – batteria
- Claudio Ughetti – fisarmonica
- Luca Orioli – tastiera
- Henghel Gualdi – clarino
- Anselmo Caselli, Luca Bonaffini, Lola Feghaly, Marco Negri, Naimy Hackett, Moreno Ferrara, Silvio Pozzoli – cori